# Табаско (перец)

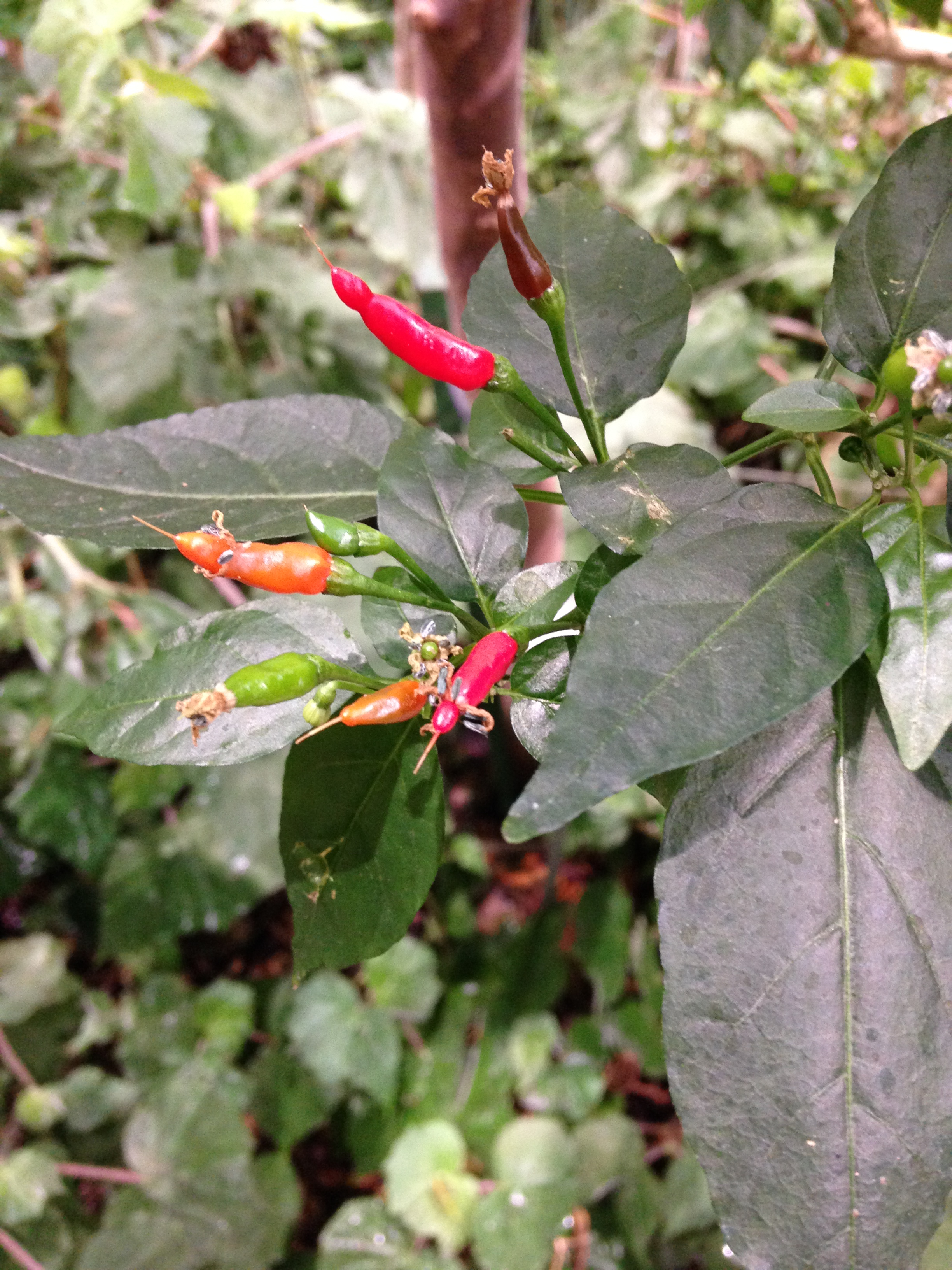
Перец табаско на кусте в ботаническом саду Бергианска, Стокгольм, 2013 г.

Перец табаско - это перец вида Capsicum frutescens, происходящего из Мексики . Он наиболее известен благодаря использованию в соусе Табаско.
Как и все сорта C. frutescens, растение имеет типичный рост в форме куста, который при коммерческом выращивании усиливается путем обрезки растений. Конические плоды, около 4 см длиной, изначально бледно-желтовато-зеленые, а перед созреванием становятся желто-оранжевыми затем ярко-красными. Острота перца табаско оценивается от 30 000 до 50 000  по шкале Сковилла, и это единственный сорт перца, плоды которого «сочные», т. е. Не сухие внутри. Плоды табаско, как и все другие представители вида C. frutescens, при созревании остаются в вертикальном положении, а не свисают со стеблей.
Большая часть запасов перца табаско стала жертвой вируса табачной мозаики в 1960-х годах, первый устойчивый сорт ( Greenleaf tabasco ) выращивался только в 1970 году 

## Название
Перец назван в честь мексиканского штата Табаско . Начальная буква табаско пишется строчными буквами при обозначении ботанического сорта, но заглавная при обозначении мексиканского штата или марки острого соуса, соуса табаско .

## Выращивание
Плоды перца табаско сначала зеленые, затем созревают до оранжевого, а затем и до красного цвета. Для их полного созревания требуется примерно 80 дней после завязывания плода. Растение табаско может вырасти до 1,5 м в высоту, с кремовыми или светло-желтыми цветками, которые позже в вегетационный период завяжутся в устремленные вверх перцы.  Поскольку они родом из мексиканского штата Табаско, семенам требуется много тепла, чтобы прорасти и лучше всего расти при температуре от 25–30 °C. Если вы выращиваете перец вне естественной среды обитания, то его следует высаживать через две-три недели после последних заморозков, когда температура почвы превышает 10 °C  и погода стабилизировалась. Перец очень темпераментен, когда дело касается завязывания плодов, если температура слишком высокая или слишком низкая, или если ночная температура опускается ниже 15 °C, это может уменьшить завязку плодов. Место, которое получает много света и тепла, с плодородной, легкой, слегка кислой (pH 5,5–7,0) и хорошо дренированной почвой, идеально подходит для выращивания этого растения. Для наилучшей продуктивности перцу требуется постоянный приток воды.  Производители тщательно следят за тем, чтобы удобрения и почва были богаты фосфором, калием и кальцием и содержали мало азота, что может сдерживать рост фруктов.